# Rue Mechtcheriakov
La rue Mechtcheriakov (Улица Мещерякова) est une rue de Moscou.

## Situation et accès
Située dans le Pokrovskoïe-Strechnevo du district administratif nord-ouest, la rue débute rue de la Liberté (ru) et suit un tracé vers l'ouest sur 0,37 kilomètre jusqu'à la rue Vichnevaïa (ru).
L'endroit est accessible depuis la station de métro Touchinskaïa de la ligne Tagansko-Krasnopresnenskaïa et desservi par les bus n°96, n°102, n°678 (du côté ouest), n°62, n°96, n°102, n°248, n°678 (du côté est), par le trolleybus n°70 et par le tramway n°6.

## Origine du nom
Elle rend honneur à l'homme de lettres russe Nikolaï Mechtcheriakov (ru) (1865-1942).

## Historique
La rue porte le nom « Sovetskaïa » [Soviétique] jusqu'au 5 avril 1965, d'abord sur la commune de Touchino qui sera annexée en 1960 par la ville de Moscou avant d'être renommée « rue Mechtcheriakov ».

## Bâtiments remarquables et lieux de mémoire
- no 5 - Rédaction du magazine Vokroug sveta.